# Charlotte van Gils
Pour les articles homonymes, voir van Gils.
Charlotte van Gils, née le 5 juillet 1986 à Velsen, est une snowboardeuse néerlandaise spécialiste de slopestyle. 

## Palmarès

### Championnats du monde
Elle compte une seule participation en 2011 où elle termine neuvième.

### Coupe du monde
- 1 petit globe de cristal :
  - Vainqueur du classement big air en 2012.
- 1 podium 1 victoire.

Le 26 février 2012, van Gils remporte sa première manche de Coupe du monde au slopestyle de Stoneham, alors qu'il s'agissait de sa première apparition dans cette compétition